# Centralia (Texas)
Centralia ist ein bewohntes gemeindefreies Gebiet im Trinity County im US-Bundesstaat Texas mit 53 Einwohnern.

## Geschichte
Centralia liegt zwischen den Orten Apple Springs und Nogalus Prairie im Nordosten des Trinity County. Dieser Lage hat der Ort seinen Namen zu verdanken. Das Gebiet wurde erstmals zur Zeit des Bürgerkrieges besiedelt. Im Jahr 1885 hatte der Ort eine Bevölkerung von 150 und mehrere Säge- und Getreidemühlen. Centralia wuchs bis auf 300 Einwohner im Jahr 1914. Im Jahr 1990 war der Ort nur noch eine Streusiedlung mit 26 Einwohnern, im Jahr 2000 waren es 53.